# گرانادا هیلز (لس آنجلس)
گرانادا هیلز (انگلیسی: Granada Hills) محله و شهرکی در دره سن فرناندو در لس آنجلس است. در این شهرک مراکز تفریحی، سرگرمی و ورزشی گوناگونی وجود دارد و دارای ۱۴ مدرسهٔ دولتی و ۱۰ مدرسهٔ خصوصی است.

## آب و هوا
| داده‌های اقلیم گرانادا هیلز | داده‌های اقلیم گرانادا هیلز | داده‌های اقلیم گرانادا هیلز | داده‌های اقلیم گرانادا هیلز | داده‌های اقلیم گرانادا هیلز | داده‌های اقلیم گرانادا هیلز | داده‌های اقلیم گرانادا هیلز | داده‌های اقلیم گرانادا هیلز | داده‌های اقلیم گرانادا هیلز | داده‌های اقلیم گرانادا هیلز | داده‌های اقلیم گرانادا هیلز | داده‌های اقلیم گرانادا هیلز | داده‌های اقلیم گرانادا هیلز | داده‌های اقلیم گرانادا هیلز |
| ماه                        | ژانویه                     | فوریه                      | مارس                       | آوریل                      | مه                         | ژوئن                       | ژوئیه                      | اوت                        | سپتامبر                    | اکتبر                      | نوامبر                     | دسامبر                     | سال                        |
| -------------------------- | -------------------------- | -------------------------- | -------------------------- | -------------------------- | -------------------------- | -------------------------- | -------------------------- | -------------------------- | -------------------------- | -------------------------- | -------------------------- | -------------------------- | -------------------------- |
| میانگین بیش‌ترین °C (°F)    | ۶۶ (۱۹)                    | ۶۸ (۲۰)                    | ۷۰ (۲۱)                    | ۷۵ (۲۴)                    | ۷۸ (۲۶)                    | ۸۵ (۲۹)                    | ۹۲ (۳۳)                    | ۹۳ (۳۴)                    | ۸۸ (۳۱)                    | ۸۱ (۲۷)                    | ۷۲ (۲۲)                    | ۶۶ (۱۹)                    | ۷۸ (۲۶)                    |
| میانگین کم‌ترین °C (°F)     | ۴۳ (۶)                     | ۴۴ (۷)                     | ۴۵ (۷)                     | ۴۷ (۸)                     | ۵۱ (۱۱)                    | ۵۵ (۱۳)                    | ۵۸ (۱۴)                    | ۶۰ (۱۶)                    | ۵۷ (۱۴)                    | ۵۲ (۱۱)                    | ۴۶ (۸)                     | ۴۳ (۶)                     | ۵۰ (۱۰)                    |
| بارندگی میلی‌متر (اینچ)     | ۴٫۱۴ (۱۱۰)                 | ۴٫۳۹ (۱۱۰)                 | ۳٫۸۱ (۱۰۰)                 | ۰٫۹۰ (۲۰)                  | ۰٫۲۲ (۱۰)                  | ۰٫۰۶ (۰)                   | ۰٫۰۲ (۰)                   | ۰٫۱۵ (۰)                   | ۰٫۳۵ (۱۰)                  | ۰٫۵۱ (۱۰)                  | ۱٫۵۲ (۴۰)                  | ۲٫۲۴ (۶۰)                  | ۱۸٫۳۱ (۴۷۰)                |
| منبع:                      |                            |                            |                            |                            |                            |                            |                            |                            |                            |                            |                            |                            |                            |